# NGC 2126
NGC 2126 (również OCL 418) – gromada otwarta znajdująca się w gwiazdozbiorze Woźnicy. Odkrył ją William Herschel 12 listopada 1787 roku. Jest położona w odległości ok. 3,6 tys. lat świetlnych od Słońca.